# Charles Weissmann
Charles Weissmann, né le 14 octobre 1931 à Budapest, est un biologiste moléculaire suisse. Il est connu dans la seconde moitié des années 1970 par ses avancées dans la synthèse de l'interféron, avec lequel on pensait pouvoir guérir certains cancers. Au début des années 1980, il crée la société Biogen et industrialise le clonage de l'interféron. Depuis, il a joué un rôle important dans l'étude de l'ESB. Il partage son temps entre Londres, la Floride et le Loorengut dans le faubourg de Witikon à Zurich.

## Biographie
Charles Weissmann est le fils de Chil et Berta Weissmann. L'année de sa naissance, sa famille s'établit à Zurich où il fréquente l'école élémentaire. Au mois de juin 1940 ils quittent la Suisse par crainte d'une invasion allemande et, faute d'obtenir un visa pour les États-Unis, s'installent à Rio de Janeiro. C'est là que s'éveille chez le jeune Weissman la passion de la recherche, notamment à la lecture de Mikrobenjäger, l'essai de vulgarisation de Paul De Kruif. En 1946 (la famille a alors regagné la Suisse), il fréquente l’École cantonale de Zurich et s'inscrit en 1950 à l'Université de Zurich, où il soutient sa thèse en chimie organique en 1961 sous la direction de Paul Karrer. Il travaille ensuite comme  postdoctorant dans le Département de biochimie de l’École de Médecine de New York University, dirigé par Severo Ochoa : en 1964 il est titularisé comme maître-assistant et en 1965 est promu professeur surnuméraire. En 1967 il retrouve Zurich comme professeur auxiliaire et directeur de l'nstitut Universitaire de biologie moléculaire. De 1970 à 1999, il est titulaire de la chaire de biologie moléculaire de l'université de Zurich. Elevé au rang de professeur émérite, il travaille aussi pour St. Mary’s Hospital et University College London. Depuis 2004, il poursuit ses recherches au Scripps Research Institute en Floride et partage ses loisirs entre la photographie et la randonnée. Weissmann est marié et a quatre enfants.
Au début de sa carrière scientifique, Weissmann s'est consacré à l'étude des bactériophages : c'est ainsi qu'il est parvenu à rendre compte de la structure et de la multiplication des virus à RNA. Parallèlement, il développe les techniques de la génétique inverse. En 1978, il est l'un des cofondateurs de la société pharmaceutique genevoise Biogen, par laquelle il fait breveter son procédé de synthèse chimique de l'interferon alpha. Ce procédé consiste à isoler le gène de l’interféron humain et à l'intégrer au code génétique d'Escherichia coli : cela permet de produire de grandes quantités d’interféron, efficace dans le traitement de l'Hépatite B et certaines formes de cancer, comme la leucémie à tricholeucocytes ou le sarcome de Kaposi. À partir de 1983  Weissmann se consacre à la recherche sur les prions : il parvient à décomposer le gène qui affecte la protéine précurseur saine PrPC pour former la protéine pathologique PrPSc, ce qui lui permet d'hybrider des souris résistantes.

## Publications
- Die Bedeutung der Transaminasen für die interne Diagnostik, thèse de doctorat, Schwabe, Zurich/Bâle (1957) ;
- Strychanon, ein Abbauprodukt des Strychnins und dessen Beziehung zu den Calebassen-Alkaloiden, thèse d'habilitation,, Zurich (1961) ;
- « Genetische Manipulation: Errungenschaften und Aussichten », Naturforschende Gesellschaft, Zurich, no 181,‎ 1979 (republié dans le Vierteljahresschrift der Naturforschenden Gesellschaft in Zürich, 123e année, cahier no 5)